# Năng lượng ở Campuchia

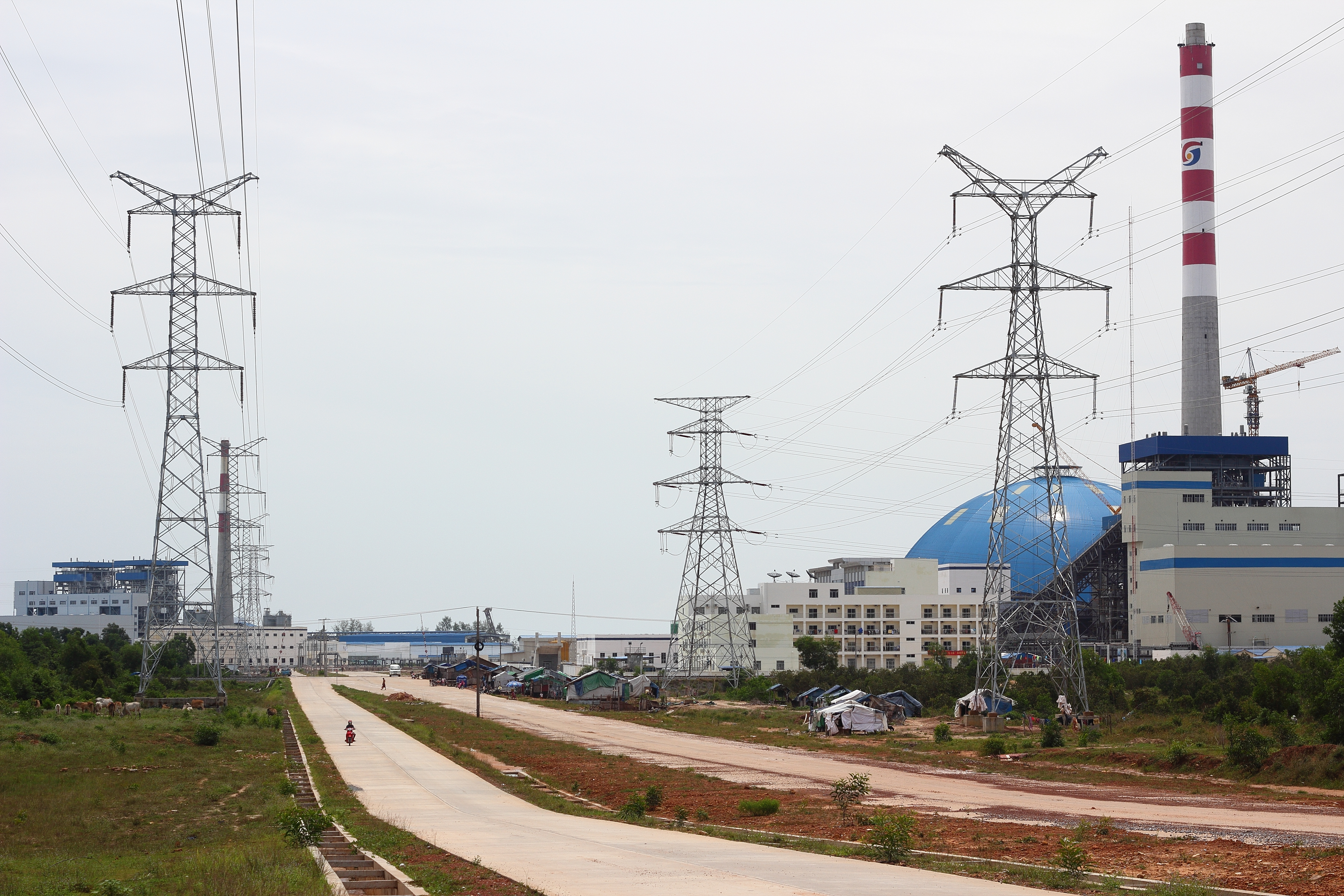
Một nhà máy điện than ở huyện Stueng Hav, tỉnh Sihanoukville.

Campuchia có tổng nguồn cung cấp năng lượng sơ cấp (TPES) là 5,48 Mtoe vào năm 2012. Mức tiêu thụ điện là 3,06 TWh. Khoảng một phần ba năng lượng đến từ các sản phẩm dầu mỏ và khoảng hai phần ba đến từ nhiên liệu sinh học và chất thải.
Campuchia có tiềm năng đáng kể để phát triển nguồn năng lượng tái tạo. Tuy vậy, vào năm 2020, quốc gia này không đặt mục tiêu năng lượng tái tạo nào cả. Để thu hút thêm đầu tư vào năng lượng tái tạo, Campuchia có thể áp dụng các mục tiêu rõ ràng về năng lượng tái tạo, cải thiện công tác quản lý năng lượng tái tạo và tạo điều kiện gia nhập thị trường cho các nhà đầu tư nước ngoài.
Cùng với các quốc gia thành viên ASEAN khác, Campuchia vẫn là một trong những quốc gia dễ bị tổn thương nhất trước biến đổi khí hậu trên thế giới; do đó, nước này nên tập trung phát triển năng lượng tái tạo nhiều hơn như một phần của chính sách giảm thiểu biến đổi khí hậu.
Campuchia kiểm soát trữ lượng dầu mỏ ngoài khơi Vịnh Thái Lan thế nhưng nỗ lực khai thác dầu duy nhất đã kết thúc trong thất bại vào năm 2021 của dự án mỏ Apsara sau khi sản lượng không đạt như mong đợi.
Nguồn cung cấp năng lượng nội địa của Campuchia vào năm 2021 là 9.255 GWh, với 44% thủy điện, 41% than đá, 8% dầu nhiên liệu và 6% năng lượng mặt trời.
Nhiều cộng đồng nông thôn đang sử dụng năng lượng mặt trời để tiếp cận điện năng. Campuchia đã lắp đặt 305 MW điện mặt trời vào cuối năm 2021, với bảy dự án nối lưới. 700 MW khác đã được chính phủ lên kế hoạch hoặc đang trong quá trình xây dựng.